# Геотермический градиент
Геотермический градиент — физическая величина, описывающая прирост температуры горных пород в °С на определённом участке земной толщи. Математически выражается изменением температуры, приходящимся на единицу глубины. В геологии при расчёте геотермического градиента за единицу глубины приняты 100 метров. В различных участках и на разных глубинах геотермический градиент непостоянен и определяется составом горных пород, их физическим состоянием и теплопроводностью, плотностью теплового потока, близостью к интрузиям и другими факторами. Обычно геотермический градиент Земли колеблется от 0,5-1 до 20 °С и в среднем составляет около 3 °С на 100 метров.
Большую роль в исследовании геотермического градиента сыграла Кольская сверхглубокая скважина. При её заложении расчёты велись в соответствии с 10 °C на километр. Проектная глубина Кольской скважины была 15 км. Соответственно, это означало, что ожидаемая температура была порядка +150 °C. Однако, градиент 10 °C/км был только до трёх километров, а дальше градиент стал увеличиваться таким образом, что на глубине 7 км температура составляла 120 °C, 10 км — 180 °C, 12 км — 220 °C. Предполагается, что на проектной глубине температура должна быть равна +280 °C.
Наибольший геотермический градиент, равный 150 °С на 1 км, зарегистрирован в штате Орегон (США); наименьший — в ЮАР (6 °С на 1 км).
Помимо общетеоретического значения описание геотермического градиента имеет значительный практический смысл, особенно в свете ожидаемого глобального топливно-сырьевого кризиса. Значение геотермического градиента окажет решающую роль на распространение геотермальной энергетики.

## Термические градиенты других небесных тел
Определение термических градиентов других тел Солнечной системы, в основном, — дело далёкого будущего. XX век привёл лишь к установлению термического градиента Луны — он оказался в 60 раз выше земного, не менее 2 градуса Кельвина/метр. В XXI веке предпринимаются попытки установить на практике температурный градиент Марса, пока безуспешные. Имеющиеся же предсказания теорий не обладают достоверностью по причине отсутствия достаточных знаний о внутреннем строении Марса. Вопрос определения термического градиента небесных тел важен, например, потому, что позволяет узнать, на какой глубине тела в грунте можно встретить воду в жидком состоянии. В далёком будущем он поможет определить целесообразность развития геотермальной энергетики на далёких от Солнца телах, на которых солнечные электростанции будут малоэффективны.